# 頓悟人生
《頓悟人生》（英語：Enlightened）是一部美國電視劇，由蘿拉·鄧恩主演。電視劇于2011年10月10日在HBO首播，共播出10集。HBO已宣佈續訂這部電視劇的第二季，播出8集。將在2013年1月播出。台灣、香港、星馬HBO均譯名為《頓悟人生》。

## 外部連結
- 官方网站
- 互联网电影数据库（IMDb）上《Enlightened》的资料（英文）